# ネヴェルダイン/テイラー
マーク・ネヴェルダイン（Mark Neveldine、1973年5月11日 - ）とブライアン・テイラー（Brian Taylor）は、アメリカ合衆国の映画監督である。主に共同監督をする場合が多い。

## 概要
数々のコマーシャルなどを手がけていたテイラーが、自身が監督した『The key』に出演していた同じく映像作家のネヴェルダインと出会い、共作をする関係となる。2006年にはジェイソン・ステイサム主演のアクション映画『アドレナリン』を1200万ドルというハリウッド映画としては低予算で完成。テレビゲームを彷彿とさせるCGの多用や、家庭用ビデオカメラの使用といった型破りなビジュアルスタイルが特徴である。
私生活では、2009年にネヴェルダインと女優のアリソン・ローマンが結婚し、2010年に息子が生まれている。

## フィルモグラフィ
- アドレナリン Crank (2006) 監督・製作総指揮・脚本
- ドクターズ・ハイ Pathology (2008) 製作・脚本
- アドレナリン:ハイ・ボルテージ Crank: High Voltage (2009) 監督・製作総指揮・脚本
- GAMER Gamer (2009) 監督・製作総指揮・脚本
- ジョナ・ヘックス Jonah Hex (2010) 脚本
- ゴーストライダー2 Ghost Rider: Spirit of Vengeance (2012) 監督
- バチカン・テープ The Vatican Tapes (2015) 監督 （ネヴェルダインのみ）
- Officer Downe (2016) 製作・出演（ネヴェルダインのみ）
- マッド・ダディ Mom and Dad (2017) 監督・脚本（テイラーのみ）
- ヘルボーイ/ザ・クルキッドマン Hellboy: The Crooked Man (2024) 監督・脚本（テイラーのみ）